# Масовна деконтаминација
Масовна деконтаминација (скраћени масени декон) је деконтаминација великог броја људи у случају индустријске, случајне или намерне контаминације токсичним, инфективним, каустичним, загађеним или на други начин нездравим или штетним супстанцама.
Масовна деконтаминација, названа масовна деконација, је процес чишћења тела, одеће и опреме за уклањање штетних нуклеарних, биолошких или хемијских средстава (НБH) као што су антракс, биолошки агенс, хемикалије као што је хлор, штетне гасове као што је горчица и чак неки нервни агенси. Процес деконтаминације може се користити и за уклањање људи, места и ствари од вируса, токсина и радиоактивног материјала. Осим тога, важно је напоменути да се ови догађаји могу догодити било где, у било које време. Честа погрешна претпоставка да се изложеност мртвих жртава може догодити само у урбаним или индустријским областима једноставно није тачна. Историја је показала да се ови догађаји могу десити и у насељима и руралним подручјима. Због тога је од кључног значаја да сваки град, држава и држава буду спремни за ове догађаје.

## Масовна хистерија и безбедносни аспекти
Сцене масовног загађења често су сцене колективне хистерије, са стотинама или хиљадама жртава у стању панике. Стога, масовна деконтаминација може захтевати полицијски надзор, сигурност или спасавање како би се помогло контроли панике и одржавању реда. У таквим околностима, масовна деконтаминација може да преузме неке од карактеристика масовних хапшења, са жртвама насилно заокружене, а затим третиране унутар импресивних притворских подручја. Успешним општинским деконтаминацијама у великој мери је пружена блиска сарадња између полиције и ватрогасних служби. Организовано, информисано и свесно становништво може бити боље припремљено за евентуалне ванредне ситуације, и мање је вероватно да ће доћи до панике међу њима. У неким ситуацијама могу бити потребни волонтери за повећање или замену особља за спасавање / обезбеђење како би се одржао смиреност и/или помоћ у поступцима деконтаминације.
На пример, аустралијски "Закон о односима на радном месту 1996" позива на притвор жртвама удеса опасних материја (хазмат): АЦТФБ је такође добила додатна овлашћења у складу са Законом о ванредним ситуацијама из 2004. године како би се притворили људи у инциденту HazMat/CBR.
Федерална агенција за управљање ванредним ситуацијама (ФЕМА) такође сугерише да жртве...могу бити заточене з... деконтаминацију.
Чак и неки од јасних субјеката могу се одупрети напорима да их деконтаминишу. Они који знају или мисле да нису контаминирани, могу се одупрети томе да се уђу у затворене просторије са болесним жртвама или жртвама токсина које и даље имају потенцијал да повређују оне у близини. Они који носе оружје или неки облик контрабанда могу захтевати да их раздвоје од своје контаминиране одеће и ефеката. Други се могу једноставно бојати контакта са властима, као и одвајања од породице и губитка посла који произилазе из карантина, више него што се плаши загађивача.л
Војне групе, црквене групе, групе извиђача, водичи за девојчице, предузећа итд. Могу се припремити за евентуалне контаминације вршењем бушотина процедура деконтаминације. Ово може имати ефекат смањења вероватноће панике и омогућавања брже и успешније деконтаминације.

## Опрема за масовну деконтаминацију
Масовна деконтаминација врши се помоћу деконтаминационих шатора, приколица или фиксних објеката. Већина болница и аеродрома имају најмање једну масовну деконтаминацију. Неки новији аеродроми имају мобилни објекат који може произвести деконтаминацију пене у великим количинама.
ЛАКС - Међународни аеродром у Лос Анђелесу има систем деконтаминације са четири топа за сапун како би спрчиоо хистеричне гомиле. У објекту се налазе мобилни шатори, тако да се једном сапуном жртве могу обележити на обе стране постројења (један спол са сваке стране) да се исперу у специјално дизајнираним тушевима, где могу уклонити сву одећу, осушити и примити заменску одећу или другу погодна скромна одећа (тј. импровизована одећа као што су креветићи, столњаци или кесе за смеће са изрезима главе и руке).